# Jean-Joseph Veye de Chareton
Jean-Joseph Veye dit Chareton (8 juillet 1813 à Montélimar - 15 juin 1878 à Paris) est un général et homme politique français.

## Biographie
Jean-Joseph Veye dit Chareton nait le 8 juillet 1813 à Montélimar. Il est le fils de Joseph Veye dit Chareton, confiseur, et de son épouse, Marie Fayolle.

### Carrière militaire
Admis à l'École polytechnique en novembre 1832, Jean-Joseph Veye en sort avec le grade de sous-lieutenant du génie en octobre 1834. Lieutenant en 1836, capitaine en 1840, chef d'escadron en 1853, il fait la campagne d'Afrique où il assiste au siège de Constantine, puis celle de Crimée, où il est deux fois blessé et où il gagne le grade de lieutenant-colonel. Il travaille aux fortifications de Lyon, de Grenoble, de Toulon, devient colonel en 1861, et fait partie, en 1870, du 5e corps de l'armée du Rhin ; fait prisonnier à Sedan, il est emmené en Allemagne et interne à Wiesbaden. De retour de captivité, il est affecté comme général à l'armée versaillaise.

### Carrière politique
À son retour, il est élu, le 8 février 1871, représentant de la Drôme à l'Assemblée nationale, et peu de temps après, le 24 avril, promu au grade de général de brigade. Il devient aussi, le 8 octobre de la même année, conseiller général de la Drôme pour le canton de Montélimar. Rapporteur, après la mort de Chasseloup-Laubat, de la sous-commission de réorganisation de pendant la session de 1871-72, il défend, à la tribune, le service de quatre ans, et prend une part active et distinguée à la plupart des débats sur les lois militaires.
Il est promu au grade de général de division, le 3 mai 1875. Lors des élections des sénateurs inamovibles par l'Assemblée nationale, en décembre de la même année, le général Chareton est nommé sénateur. Il prend place à la gauche de la Chambre haute, repousse, en juin 1877, la dissolution de la Chambre des députés demandée par le gouvernement du Seize-Mai, et s'associe à la lutte des sénateurs et députés républicains contre ce gouvernement.
Il meurt le 15 juin 1878 à Paris, en son domicile situé dans le 6e arrondissement.